# Betzy Sørensen
Betzy Sørensen (Christiania, 8 december 1888-9 februari 1968) was een Noors pianiste.
Betzy Margrethe Sørensen werd als waarschijnlijk enig kind geboren binnen het gezin van accountant Adolf Martinus Sørensen (1856-1933) en Helga Knudsen (1857- 941). Vader Sørensen werkte als boekhouder bij pianofabriek Brødrene Hals. Het gezin woonde enige tijd in het huis "Helgolf" (Helga/Adolf). Zelf trouwde Betzy met Dagfinn Alexander Tollefsen en kreeg drie kinderen.
Ze kreeg onderwijs van Anna Olstad in Oslo en Mademoiselle Auberry in Parijs. Haar eerst bekende optreden vond plaats in februari 1910, tijdens een jeugdconcert (Ynglingeforeningen). In 1913 sloot ze zich aan bij de muziekdocenten van de Christiania Musiklærerforening (KMLF), waar ze in 1918 nog steeds bij aangesloten was. Ze was slechts enkele keren op concertpodia te horen.